# Formfaktor (Dispersitätsanalyse)
Bei unregelmäßig geformten Partikeln gibt man aus Gründen der Einfachheit meist einen Äquivalentdurchmesser zur Charakterisierung der Größe an. Muss zusätzlich auch noch die Form des Partikels berücksichtigt werden, kann man aus zwei Äquivalentdurchmessern einen Formfaktor als Quotient der beiden Werte definieren, beispielsweise aus volumenäquivalentem und oberflächenäquivalentem Kugeldurchmesser
{\displaystyle k_{s,v}={\frac {x_{s}}{x_{v}}}}
Ein besonderer Formfaktor ist die Sphärizität nach Wadell {\displaystyle \Psi }, die wie folgt definiert ist:
{\displaystyle \Psi =k_{v,s}^{2}=\left({\frac {x_{v}}{x_{s}}}\right)^{2}={\frac {1}{k_{s,v}^{2}}}}
Anhand der Sphärizität hat Rittenhouse (Lit.: 1) ein zweidimensionales Klassifikationsschema geschaffen, mit dem Teilchenbilder sehr leicht eingeordnet werden können.